# Stazione di Prestrane
La stazione di Prestrane (in sloveno Prestranek) è una stazione ferroviaria posta sulla linea Trieste-Vienna; serve Prestrane frazione di Postumia.

## Storia

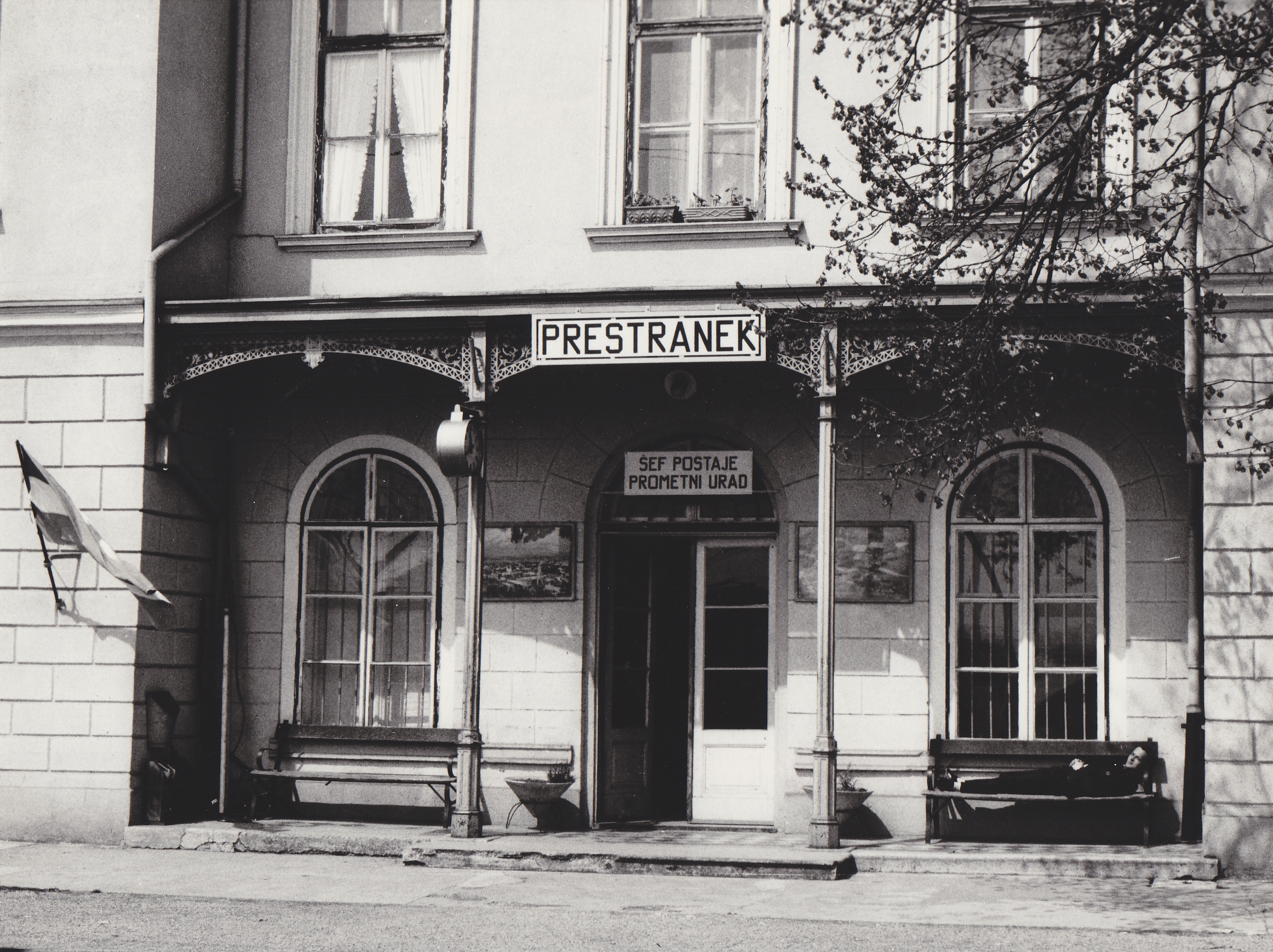
La stazione nel giugno 1983

La stazione fu attivata il 28 luglio 1857, all'apertura della tratta da Lubiana a Trieste, che completava la linea Trieste-Vienna.
Dopo la prima guerra mondiale, con l'annessione della zona al Regno d'Italia, la stazione divenne confine fra le Ferrovie dello Stato italiane e le JDŽ, assumendo il nome di Prestrane-Mattegna.
Dopo la seconda guerra mondiale la stazione passò alla rete jugoslava (JŽ), venendo ribattezzata Prestranek, analogamente al centro abitato.
Dal 1991 appartiene alla rete slovena (Slovenske železnice).